# Adrian Segessenmann

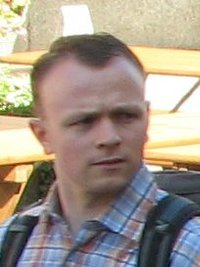
Adrian Segessenmann an der Schlachtfeier in Sempach 2008.

Adrian Segessenmann (* 1979) ist ein Schweizer Rechtsextremist. Er war Vize-Präsident der rechtsextremen Partei National Orientierter Schweizer (PNOS) und Leiter der völkisch-heidnischen «Avalon-Gemeinschaft».

## Leben

### Ausbildung
Adrian Segessenmann ist ausgebildeter Metzger.

### Hammerskins
Mit 16 Jahren griff er mit anderen Hammerskins 1995 ein antirassistisches Fest in Hochdorf an. Heute läuft die Website der schweizerischen Hammerskins über seinen Namen. Segessenmann selber ist im schweizerischen Hammerskin-Forum aktiv.
Segessenmann war auch Chef der Nationalen Offensive Bern, auf welche laut dem Bundesamtes für Polizei fedpol der Einfluss der Hammerskins aufgrund von Mehrfachmitgliedschaften sehr gross war. Er organisierte unter anderem 1999 ein Referat mit Roger Wüthrich, dem damaligen Vorsitzenden der Avalon-Gemeinschaft über «Die Entstehung der SS und der Waffen-SS». Diese Veranstaltung wurde später vom Bundesgericht beurteilt und schliesslich wurde die Rassismus-Strafnorm in Bezug auf «private» Veranstaltungen beispielsweise unter Rechtsextremen verschärft.

### Avalon-Gemeinschaft
Die Leitung der Avalon-Gemeinschaft übernahm Segessenmann im Jahr 2003 vom Gründer und langjährigen Vorsitzenden Roger Wüthrich. Bei der Gemeinschaft handelt es sich um eine völkisch-heidnische, geschichtsrevisionistische, laut eigenen Aussagen intellektuelle Gruppe.

### «Europäische Aktion» und weitere Vernetzung in Europa
Im April 2014 nahm Adrian Segessenmann an einem heimlich durchgeführten Treffen der «Europäischen Aktion Liechtenstein» teil. Teilnehmer waren unter anderem der ehemalige Ideologe der PNOS Bernhard Schaub sowie Pierre Dornbrach von den deutschen JN.
Bereits im März 2014 hatte Segessenmann mit drei weiteren Parteimitgliedern am Kongress «Vision Europa» der deutschen JN, der Jugendorganisation der NPD, teilgenommen. Anwesend waren auch Vertreter der «Europäischen Aktion» und verschiedene weitere rechtsextreme Gruppierungen.

### PNOS
Seit Ende März 2012 war Adrian Segessenmann im Präsidium der PNOS tätig. Segessenmann engagierte sich aber bereits früher bei der PNOS. So hielt er am Parteitag 2011 eine Rede.

### Unternehmungen
Segessenmann betreibt seit 2005 den Buchversand «Neue Zeitwende», in dem einschlägig rechtsextreme, revisionistische Literatur vertrieben wird. 2006 liess er die Firma «Thor Steinar» ins Handelsregister eintragen, welche als Ziel den Verkauf der gleichnamigen Bekleidungsmarke zum Ziel hatte. Im Frühjahr 2007 liess Segessenmann diesen Eintrag wieder aus dem Handelsregister entfernen.